# Stuurgroep Ontwikkeling Cassave Sector Para
De stichting Stuurgroep Ontwikkeling Cassave Sector Para (STOCPA, Stocpa) is een Surinaamse belangenorganisatie in Para. Ze richt zich op verbouwers en verwerkers binnen de cassavesector.
De STOPCA werd op 10 januari 2011 opgericht met het doel kleinschalige, met name vrouwelijke verbouwers van cassave in Suriname te ondersteunen. De organisatie richt zich op de bevordering van samenwerking in de sector, de verhoging van de toegevoegde waarde in de keten en de stimulering van de consumptie en het creatief gebruik van cassave. In het bestuur zijn verbouwers en verwerkers van cassave vertegenwoordigd. Daarnaast fungeert ze als incubator voor de cassaveteelt.
In het oprichtingsjaar kreeg de stichting vier sealmachine's van het ministerie van Arbeid, Technologische Ontwikkeling en Milieu om technologische innovatie in de sector te verhogen. Van de Alcoa Foundation ontving het meerdere tranches uit fondsen, waaronder ter waarde van een miljoen US$ van China.
Sinds 2011 organiseert ze jaarlijks de K'saba Food Mix Fair in De Verdieping in het centrum van Paramaribo. Daarnaast werd de samenwerking aangegaan met de Vereniging van Economisten in Suriname, IntEnt Suriname en de Stichting Productieve Werkeenheden in de organisatie van een conferentie over de ontwikkelingsmogelijkheden van cassave. Deze vond  in oktober 2011 plaats in het CELOS in Paramaribo. Ook organiseerden ze verschillende bewustwordingsactiviteiten. In 2016 was ze tijdelijk lid van de Federatie van Surinaamse Agrariërs.
STOPCA neemt ook deel aan activiteiten van andere organisaties, zoals in de editie van 2015 van So You Think You Can Cook?!, waar meer dan duizend bezoekers op afkwamen, en aan de gezondheidsbeurs in het RCR Medical Center.
De fabriek die in 2012 in gebruik werd genomen werd raakte in de jaren erna in verval en werd geteisterd door inbraken en de diefstal van machines, apparatuur en koperwerk. In 2022 bleek de gehele fabriek daardoor onbruikbaar te zijn geworden.